# 87 Sílvia

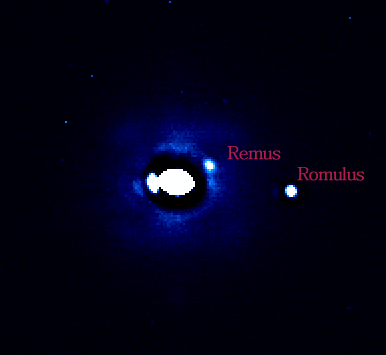
87 Sílvia e seus dois satélites, Rômulo e Remo.

87 Sílvia é um dos maiores asteroides do cinturão principal. É um membro do grupo de Cibele. Sílvia é bastante conhecido e notado por ser o primeiro asteroide a possuir mais de uma lua orbitando em si.

## Descoberta
Foi descoberto por Norman Robert Pogson em 16 de maio de 1866, em Madras (Chenai), na Índia. Pogson declarou no artigo em que anunciava a descoberta do asteroide, que seu nome deve-se à mãe de Rômulo e Remo, Reia Sílvia.

## Características do asteroide
Sílvia tem uma cor muito escura e provavelmente sua composição é bastante primitiva. Sabe-se que sua densidade é muito baixa (aproximadamente 1,2 vezes a densidade da água), o que indica que o asteroide deva ser poroso; entre 25% e 60% de espaços vazios, dependendo de detalhes sobre sua composição. Esse asteroide também tem uma rotação rápida, de 5,18 horas (isto é: com uma velocidade de rotação equatorial de cerca de 230 km/h ou 145 mph).

## Satélites
O asteroide Sílvia é orbitado por duas pequenas luas, chamadas de Rômulo e Remo, assim como os filhos da mitológica Reia Sílvia.
Rômulo, a primeira lua, foi descoberta em 18 de fevereiro de 2001, com o telescópio Keck II, por Michael E. Brown e Jean-Luc Margot. Tem cerca de 18 km de diâmetro, orbita a uma distância de 1356±5 km, levando 3,6496±0,0007 dias (87,59 h) para completar uma órbita ao redor de Sílvia. Remo, a segunda lua, foi descoberta três anos depois, em 9 de agosto de 2004, por Franck Marchis, Pascal Descamps, Hestroffer Daniel e Jérôme Berthier do Observatório de Paris, França. Seu diâmetro é de 7±2 km e sua órbita tem uma distância de 706±5 km, levando aproximadamente 1,3788±0,0007 dias (33,09 h) para completar sua órbita. É provável que suas luas foram resultado de uma colisão espacial passada.